# Bob Cullingford
Robert W. Cullingford (sinh năm 1953) là một cựu cầu thủ bóng đá người Anh thi đấu ở defence.
Ông sinh ra ở Bradford và gia nhập đội trẻ Bradford City. Ông trở thành cầu thủ ra sân trẻ nhất lúc 16 tuổi 141 ngày vào ngày 22 tháng 4 năm 1970 trong một trận đấu tại Division Three trước Mansfield Town trong thất bại 1–0. Ông chỉ thi đấu thêm 1 trận trong 2 mùa giải sau đó trước khi gia nhập Morecambe.